# The Rising (single)
The Rising is een nummer van de Amerikaanse rockzanger Bruce Springsteen uit 2002. Het is de eerste single van zijn gelijknamige twaalfde studioalbum. Het nummer werd in juli van dat jaar op single uitgebracht.
"The Rising" is een reactie op de gebeurtenissen rond 11 september 2001. Het is geen roep om wraak, zoals sommige andere songs van rond die tijd, maar is juist meer introspectief. De single haalde in Springsteens thuisland de Verenigde Staten een bescheiden 52e positie in de Billboard Hot 100. In het Verenigd Koninkrijk werd slechts de 94e positie in de UK Singles Chart bereikt.
In Nederland was de plaat in week 29 van 2002 Megahit op 3FM en werd een radiohit. De plaat bereikte de 40e positie in de Nederlandse Top 40 en de 39e positie in de Mega Top 100. In België bereikte de plaat de Vlaamse hitlijsten niet.

## NPO Radio 2 Top 2000
| Nummer met noteringen in de NPO Radio 2 Top 2000 | '09 | '10 | '11 | '12 | '13 | '14  | '15  | '16 | '17  | '18  | '19  | '20 | '21  | '22  | '23 | '24 |
| ------------------------------------------------ | --- | --- | --- | --- | --- | ---- | ---- | --- | ---- | ---- | ---- | --- | ---- | ---- | --- | --- |
| The Rising                                       | 831 | 910 | 947 | 976 | 799 | 1054 | 1051 | 883 | 1169 | 1174 | 1262 | 833 | 1024 | 1074 | 924 | 903 |

1. ↑  Een vetgedrukt getal geeft de hoogste notering aan.
2. ↑  2009 was het eerste jaar met een notering voor dit nummer.

E Street Band: Bruce Springsteen · Roy Bittan · Nils Lofgren · Patti Scialfa · Garry Tallent · Steven Van Zandt · Max Weinberg
Jake Clemons · Charles Giordano · Soozie Tyrell
Voormalige leden: Ernest Carter · Clarence Clemons · Danny Federici · Vini Lopez · David Sancious
Voormalige tourmuzikanten:
Everett Bradley · Barry Danielian · Clark Gayton · Curtis King · Suki Lahav · Ed Manion · The Miami Horns · Cindy Mizelle · Michelle Moore · Tom Morello · Curt Ramm · Jay Weinberg